# Stara Gora (Benedikt)
Stara Gora (Duits: Altenberg) is een plaats in Slovenië en maakt deel uit van de gemeente Benedikt in de NUTS-3-regio Podravska. De plaats telde 20 inwoners op 1 januari 2020.